# Heterotrissocladius boltoni
Heterotrissocladius boltoni är en tvåvingeart som beskrevs av Ole Anton Saether 1993. Heterotrissocladius boltoni ingår i släktet Heterotrissocladius och familjen fjädermyggor.
Artens utbredningsområde är Ohio. Inga underarter finns listade i Catalogue of Life.